# Ségolène Royal
Ségolène Royalⓘ, właśc. Marie-Ségolène Royal (wym. [segolɛn ʁwajal] (ur. 22 września 1953 w Dakarze) – francuska polityk, kandydatka Partii Socjalistycznej w wyborach prezydenckich w 2007, od kwietnia 2014 do maja 2017 minister środowiska i energii.

## Życiorys

### Wykształcenie
Studiowała nauki ekonomiczne na Université Nancy-II, została następnie absolwentką Instytutu Nauk Politycznych w Paryżu oraz École nationale d’administration. Pracowała jako sędzia sądu administracyjnego, a następnie w ekipie Jacques’a Attaliego, specjalnego doradcy prezydenta François Mitterranda.

### Działalność polityczna
W 1988 została po raz pierwszy wybrana do francuskiego Zgromadzenia Narodowego jako przedstawicielka departamentu Deux-Sèvres. W niższej izbie parlamentu, z przerwami na czas pełnienia funkcji rządowych, zasiadała do 2007 (uzyskiwała reelekcję w 1993, 1997 i 2002). Od 1992 do 1993 sprawowała urząd ministra środowiska w rządzie Pierre’a Bérégovoy. W 1997 została ponownie członkiem rządu, najpierw jako minister delegowany ds. szkolnictwa (1997–2000), a później ds. pracy, solidarności społecznej, rodziny, dzieci i osób niepełnosprawnych (2000–2002).
Pełniła też szereg funkcji w samorządzie lokalnym jako radna Melle (1989–1995), radna Niort (1995–2001), członek rady generalnej departamentu Deux-Sèvres (1992–1998) i członek rady regionalnej Poitou-Charentes (1992). W 2004 wygrała wybory na prezydenta regionu Poitou-Charentes, pokonując ówczesnego premiera Jean-Pierre’a Raffarina.

### Wybory prezydenckie 2007

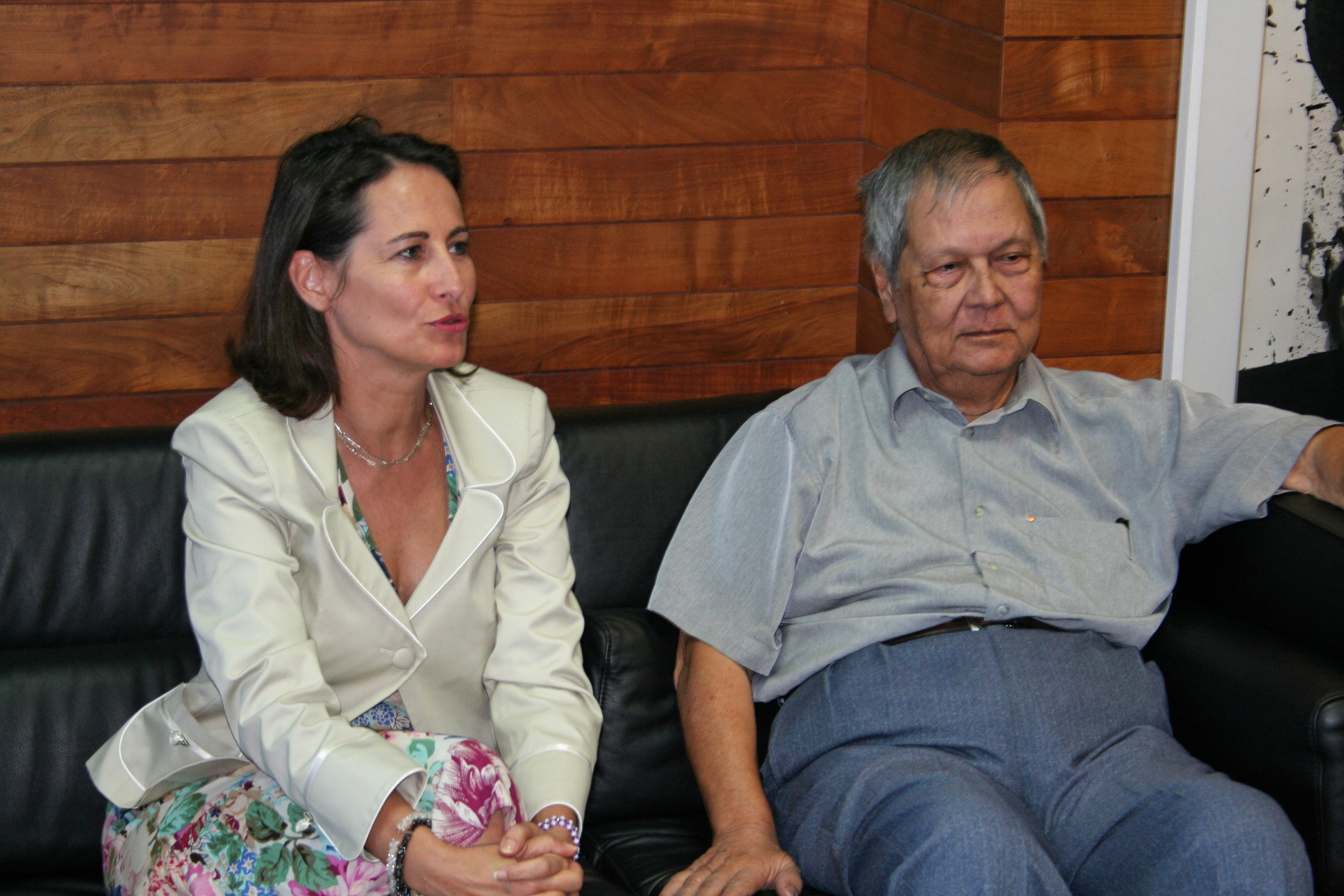
Ségolène Royal i Paul Vergès (2006)

Pod koniec 2005 ogłosiła, że będzie prawdopodobnie kandydować w wyborach prezydenckich w 2007. Sondaże z sierpnia 2006 i lutego 2007 wskazywały na równowagę z lekką przewagą kandydata UMP, Nicolasa Sarkozy’ego.
16 listopada 2006 została wyznaczona przez działaczy Partii Socjalistycznej na oficjalną kandydatkę tego ugrupowania na urząd prezydenta. Zdobyła ponad 60% głosów, dystansując tym samym Dominique’a Strauss-Kahna (ok. 21%) i Laurenta Fabiusa (ok. 18%). 11 lutego 2007 ogłosiła oficjalny program wyborczy („pakt honorowy, kontrakt prezydencki”), zawierający sto propozycji.
22 kwietnia 2007 w I turze wyborów prezydenckich otrzymała 25,87% głosów. 6 maja 2007 w II turze głosowania przegrała z kandydatem centroprawicy, Nicolasem Sarkozym, uzyskując poparcie na poziomie 46,94%.

### Działalność po wyborach w 2007
Ségolène Royal nie ubiegała się o reelekcję w wyborach parlamentarnych w 2007. Pozostała prezydentem regionu Poitou-Charentes (do 2014). W 2008 ubiegała się o stanowisko pierwszego sekretarza Partii Socjalistycznej, przegrała jednak z Martine Aubry. W 2010 ponownie wygrała wybory na prezydenta regionu. W 2011 ubiegała się o ponowną nominację na prezydenta w prawyborach u socjalistów, które przegrała, zajmując czwarte miejsce z poparciem wśród głosujących na poziomie 7%.
Ségolène Royal została natomiast oficjalną kandydatką Partii Socjalistycznej w wyborach do Zgromadzenia Narodowego w 2012 w jednym z okręgów departamentu Charente-Maritime. W pierwszej turze głosowania z 10 czerwca uzyskała najwięcej głosów, przechodząc do drugiej tury, w której jej kontrkandydatem został Olivier Falorni (wykluczony z PS za wystartowanie w wyborach przeciwko oficjalnemu kandydatowi partii). Przed drugą turą Oliviera Falorniego w jednym z wpisów na Twitterze nieformalnie wsparła Valérie Trierweiler, partnerka życiowa nowego prezydenta François Hollande’a, z którym Ségolène Royal rozstała się pięć lat wcześniej. Ostatecznie w głosowaniu z 17 czerwca 2012 kandydatka PS przegrała ze swoim konkurentem, uzyskując znacznie niższe poparcie (37% głosów). 21 lutego 2013 została mianowana przez prezydenta François Hollande'a na funkcję wiceprezesa publicznego banku inwestycyjnego BPI.
2 kwietnia 2014 została mianowana na urząd ministra ekologii, zrównoważonego rozwoju i energii w rządzie Manuela Vallsa. Pozostała na nim również w utworzonym w sierpniu 2014 drugim rządzie tegoż premiera. 11 lutego 2016 dokonano modyfikacji nazwy zajmowanego przez nią urzędu. Utrzymała tę funkcję również w utworzonym w grudniu 2016 rządzie Bernarda Cazeneuve’a. Zakończyła urzędowanie wraz z całym gabinetem w maju 2017.

## Życie prywatne
Jej partnerem życiowym był przez wiele lat przywódca socjalistów, François Hollande, z którym ma czwórkę dzieci. Rozstanie polityków ogłoszone zostało oficjalnie 17 czerwca 2007, tuż po zakończeniu drugiej tury wyborów parlamentarnych.

## Odznaczenia
- Komandor Orderu Zasługi Morskiej (z urzędu, 2014)[11]